# 43-тя окрема механізована бригада (Україна)
43-тя окрема механізована бригада (43 ОМБр) — механізоване з'єднання Сухопутних військ Збройних сил України чисельністю у бригаду.

## Історія

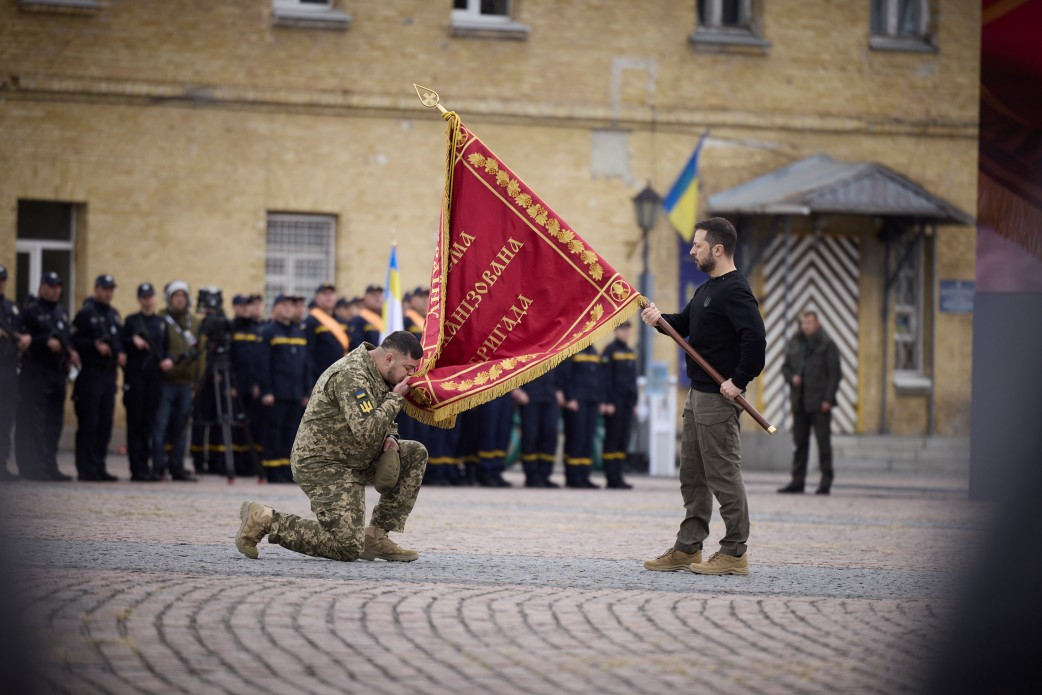
Командир 43 омбр полковник Сергій Рижов отримує бойовий прапор бригади

Станом на квітень 2023 року була серед оголошених до створення бригад.
У червні 2024 року вела бої на Куп'янському напрямку.
1 жовтня 2024 року президент вручив бригаді бойовий прапор.

На січень 2025 року бригада тримала оборону на Харківському напрямку. Росіяни атакували, не використовуючи бронетехніку. За словами заступника командира бригади полковника Олега Грудзевича, росіяни вели наступ хвилями, рухаючись пішки — техніку українські бійці вибивали дронами. За його словами, були ознаки того, що росіяни видихалися: у наступ в день йшли по 40 осіб, а раніше — по 90.

## Структура
- Управління (штаб)[5]
- 1-й механізований батальйон[6]
- 2-й механізований батальйон[6]
- 3-й механізований батальйон[6]
- мотопіхотний батальйон[7]
- розвідувальна рота[8]
- 413-й окремий стрілецький батальйон[9]
- Танковий батальйон[6]
- РУБпАК[10]
- Батальйон безпілотних систем[11]
- Самохідно-артилерійський дивізіон[6]
- Реактивно-артилерійський дивізіон[6]
- Група психологічного супроводу[12]
- Артилерійська група[13]
- Протитанкова рота[14]
- інженерний батальйон[15]
- логістичний батальйон[16]
- рота зв'язку[17]
- ремонтно-відновлювальний батальйон[18]
- Рота РХБЗ[19]
- медична рота[20]
- зенітний ракетно-артилерійський дивізіон[21]

## Оснащення
- Артилерія: 2С22 «Богдана»[22], 2С1 «Гвоздика»[23] і БМ-21 «Град»[24]

## Командування
Командири бригади:
- 2023—2024: полковник Баркатов Олег Ігорович[25]
- 2024: полковник Рижов Сергій Станіславович[26]

Заступники командира:
- 2024: полковник Грудзевич Олег Петрович[27]

## Символіка
В нарукавному знаку 43 бригади на золотому полі зображено чорного тура, який є символом наполегливості, мужності та сили.

## Втрати
- 10 березня 2024 — Чех Володимир. 25 років, с. Родатичі. Загинув поблизу н.п. Іванівка Куп'янського району Харківської області.[29]
- 17 травня 2024 — Шаповал Іван («Танкіст»). 35 років, м. Харків. Капітан. Загинув біля с. Кислівка Куп'янського району від попадання ворожого дрону.[30]
- 12 червня 2024 — Балатюк Віктор.[31]
- 5 липня 2024 — Скобов Михайло Олександрович, молодший лейтенант, командир інженерно-саперного взводу. Загинув в районі н.п. Степова Новоселівка Куп'янського району Харківської області.[32]
- 5 квітня 2025 - Євген Шевчук. Загинув  в районі Степової Новоселівки на Харківщині[33].

## Галерея
|                |
| Піхота 43 омбр |

|                                   |
| Тренування з евакуації пораненого |

|                             |
| Заняття по тактиці, 43 омбр |

|                |
| Піхота 43 омбр |

|                    |
| Кулеметник 43 омбр |

### Відео
- Захисники Незалежності (2024.05). Тримаємо оборону. 43 окрема механізована бригада.